# Verordnung (EG) Nr. 1272/2008 (CLP)
Die Verordnung (EG) Nr. 1272/2008 (CLP) (auch CLP-Verordnung) ist eine EU-Chemikalienverordnung, die am 20. Januar 2009 in Kraft trat. CLP steht für Classification, Labelling and Packaging, also für die Einstufung, Kennzeichnung und Verpackung von Stoffen und Gemischen.

## Geltungsbereich
Die CLP-Verordnung setzt das Global harmonisierte System zur Einstufung und Kennzeichnung von Chemikalien (GHS) der UNO im EWR um und ersetzt die Richtlinie 67/548/EWG (Stoffrichtlinie) sowie die Richtlinie 1999/45/EG (Zubereitungsrichtlinie). Zugleich änderte sie Teile der Verordnung (EG) Nr. 1907/2006 (REACH), die sich oft auf sie bezieht. Als EU-Verordnung gilt die CLP-Verordnung gleichermaßen und unmittelbar in allen Mitgliedstaaten der Europäischen Union. In der Schweiz wurde die CLP-Verordnung in der Chemikalienverordnung umgesetzt.
Die CLP-Verordnung enthält einheitliche Anforderungen für die Einstufung, Kennzeichnung und Verpackung von chemischen Stoffen und Gemischen. Davon ausgenommen sind radioaktive Stoffe und Gemische, kosmetische Mittel, Arzneimittel und medizintechnische Ausrüstung sowie Lebensmittel. Der Transport von gefährlichen Waren ist ebenfalls nicht Ziel dieser Richtlinie.
- Die Einstufung erfolgt entsprechend der physikalisch-chemische Gefährdung (z. B. ätzende Flüssigkeit), der Gesundheitsgefährdung (z. B. akute Giftigkeit) und der Umweltgefährdung (z. B. für Wasserlebewesen) in Gefahrenklassen (Gefahrentyp) und Kategorien (Gefährdungsstufe).
- Bei der Kennzeichnung müssen mindestens folgende Angaben gemacht werden: Identität des Lieferanten, Name des Stoffes oder des Gemisches und/oder Identifikationsnummer, nominale Menge des Produkts, Gefahrenpiktogramme und Signalwörter für die Gefahrenstufe sowie Gefahrenhinweise und Sicherheitshinweise, die sogenannten H- und P-Sätze.
- Die Verpackung ist so zu wählen, dass sie sicher verhindert, dass der Inhalt entweicht. Dazu muss sie aus Materialien bestehen, die beständig gegen den Inhalt und entsprechend stark und fest sind und verschließbare Verschlüsse haben.

Ziel der Richtlinie ist auch eine Harmonisierung der Einstufung aller chemischen Stoffe. Generell soll die Industrie dazu einen Konsens finden. Dazu müssen die Hersteller oder Importeure die Einstufung und Kennzeichnung eines REACH-registrierten oder gefährlichen Stoffes sowie ggf. Aktualisierungen der Europäischen Chemikalienagentur (ECHA) melden, damit dieser in das Einstufungs- und Kennzeichnungsverzeichnis aufgenommen wird. Bei besonders ernsten Gefahren (CMR-Stoffe) können einzelne EU-Länder eine harmonisierte Einstufung vorschlagen. Diese können von der Europäischen Kommission dann im Rahmen der CLP-Verordnung gesetzlich verbindlich gemacht werden.

## Inkraftsetzung
Seit dem 1. Dezember 2010 konnten Stoffe nach dem GHS-Standard eingestuft und gekennzeichnet werden. Seit dem 1. Dezember 2012 ist dies obligatorisch. Gemische, bislang „Zubereitungen“ genannt, durften ebenfalls seit dem 1. Dezember 2010 nach dem neuen System eingestuft und gekennzeichnet werden, müssen dies aber erst seit dem 1. Juni 2015. Gemische, die noch nach Zubereitungsrichtlinie gekennzeichnet sind, durften bis 1. Juni 2017 abverkauft werden.

## Aktualisierungen und Anpassungen
Die CLP-Verordnung wird häufig aktualisiert, nicht nur durch die periodisch vorzunehmenden Anpassungen an den technischen und wissenschaftlichen Fortschritt (ATP, von englisch Adaptation to technical and scientific progress). Die konsolidierten Fassungen enthalten diese Änderungen erst wenn diese zur Anwendung kommen müssen, also wenn eventuelle Übergangsfristen vergangen sind. Daher bilden die konsolidierten Fassungen den aktuellsten Stand der Verordnung nicht immer ab. Insbesondere Änderungen der Liste harmonisierter Einstufungen (Anhang VI, Tabelle 3) muss man anhand der letzten Änderungen der CLP-Verordnung selbst recherchieren.
| Erlass                                                               | Gültig ab | Inhalt |
| -------------------------------------------------------------------- | --- | --- |
| Verordnung (EG) Nr. 790/2009                                         | 1. Dezember 2010 | 1. ATP: geänderte oder neue harmonisierte Einstufungen |
| Verordnung (EU) Nr. 286/2011                                         | 1. Dezember 2012 (Stoffe), 1. Juni 2015 (Gemische)                                                                     | 2. ATP: geänderte oder neue Einstufungsregeln, H- und P-Sätze |
| Verordnung (EU) Nr. 618/2012                                         | 1. Dezember 2013 | 3. ATP: geänderte oder neue harmonisierte Einstufungen |
| Verordnung (EU) Nr. 487/2013                                         | 1. Dezember 2014 (Stoffe), 1. Juni 2015 (Gemische)                                                                     | 4. ATP: geänderte oder neue Einstufungsregeln, H- und P-Sätze |
| Verordnung (EU) Nr. 517/2013                                         | 1. Juli 2013 | weitere Sprachversion: Ungarisch |
| Verordnung (EU) Nr. 758/2013                                         | 13. August 2013 | verschiedene Änderungen im Anhang VI |
| Verordnung (EU) Nr. 944/2013                                         | 1. Dezember 2014 (Stoffe), 1. Juni 2015 (Gemische) Anhang VI Teil 3: 1. Januar 2015 (Stoffe), 1. April 2016 (Gemische) | 5. ATP: geänderte oder neue harmonisierte Einstufungen, + P-Satz 210 |
| Verordnung (EU) Nr. 605/2014 geändert durch Verordnung (EU) 2015/491 | 1. Dezember 2014 (Stoffe), 1. Juni 2015 (Gemische) Anhang VI: 1. Januar 2015 (Stoffe), 1. April 2016 (Gemische)        | 6. ATP: geänderte oder neue harmonisierte Einstufungen, + H- + P-Sätze auf Kroatisch |
| Verordnung (EU) Nr. 1297/2014                                        | 1. Juni 2015 | 6. ATP: (Erg.) verbesserte Sicherheitsanforderungen an Waschmittel in auflösbaren Verpackungen |
| Verordnung (EU) 2015/1221                                            | 1. Januar 2017 | 7. ATP: geänderte oder neue harmonisierte Einstufungen |
| Verordnung (EU) 2016/918                                             | 1. Februar 2018 | 8. ATP: geänderte oder neue Einstufungsregeln, H- und P-Sätze |
| Verordnung (EU) 2016/1179                                            | 1. März 2018 | 9. ATP: geänderte oder neue harmonisierte Einstufungen |
| Verordnung (EU) 2017/542                                             | 1. Januar 2020 | harmonisierte Informationen für die gesundheitliche Notversorgung und für vorbeugende Maßnahmen, Hinzufügen eines Anhang VIII zur Verordnung (Anmerkung: ungenaue Übersetzung ins Deutsche, gemeint ist die medizinische Notfallversorgung) |
| Verordnung (EU) 2017/776                                             | 1. Dezember 2018 | 10. ATP: angepasste Erläuterungen zur Tabelle 3 und geänderte oder neue harmonisierte Einstufungen |
| Verordnung (EU) 2018/669                                             | 1. Dezember 2019 | 11. ATP: gesamte Tabelle 3 mit Stoffnamen auf Deutsch |
| Verordnung (EU) 2019/521                                             | 17. Oktober 2020 | 12. ATP: neue H- und P-Sätze |
| Verordnung (EU) 2018/1480                                            | 1. Mai 2020 | 13. ATP: geänderte oder neue harmonisierte Einstufungen, Korrekturen |
| Verordnung (EU) 2019/1243                                            | 26. Juli 2019 | Übertragung von Befugnissen auf die Europäische Kommission; Einfügung der Artikel 53a bis 53c |
| Verordnung (EU) 2020/11                                              | 1. Januar 2021 | Änderung in Bezug auf harmonisierte Informationen für die gesundheitliche Notversorgung und für vorbeugende Maßnahmen |
| Verordnung (EU) 2020/217                                             | 1. Oktober 2021 | 14. ATP: geänderte oder neue harmonisierte Einstufungen, neue EUH-Sätze |
| Verordnung (EU) 2020/1182                                            | 1. März 2022 | 15. ATP: geänderte oder neue harmonisierte Einstufungen |
| Verordnung (EU) 2020/1413                                            | 28. Oktober 2020 | Anpassung der schwedischen Sprachfassung |
| Verordnung (EU) 2021/643                                             | 10. Mai 2021 | 16. ATP: Präzisierungen von Anmerkungen |
| Verordnung (EU) 2021/849                                             | 17. Dezember 2022 | 17. ATP: geänderte oder neue harmonisierte Einstufungen |
| Verordnung (EU) 2022/692                                             | 23. November 2023 | 18. ATP: geänderte oder neue harmonisierte Einstufungen |
| Verordnung (EU) 2023/707                                             | 20. April 2023 Übergangsfrist: 1. Mai 2025 (Stoffe), 1. Mai 2026 (Gemische)                                            | EUH-Sätze für endokrine Disruptoren (Gesundheit und Umwelt), PBT-/vPvB-Stoffe, PMT-/vPvM-Stoffe |
| Verordnung (EU) 2023/1434                                            | 31. Juli 2023 | 19. ATP: neue Anmerkungen |
| Verordnung (EU) 2023/1435                                            | 1. Februar 2025 | 20. ATP: geänderte oder neue harmonisierte Einstufungen |
| Verordnung (EU) 2024/197                                             | 1. September 2025 | 21. ATP: geänderte oder neue harmonisierte Einstufungen |

## Anhänge
Die Verordnung enthält acht Anhänge:
- Anhang I: Vorschriften für die Einstufung und Kennzeichnung von gefährlichen Stoffen und Gemischen
- Anhang II: Besondere Vorschriften für die Kennzeichnung und Verpackung bestimmter Stoffe und Gemische
- Anhang III: Liste der Gefahrenhinweise, ergänzenden Gefahrenmerkmale und ergänzenden Kennzeichnungselemente
- Anhang IV: Liste der Sicherheitshinweise
- Anhang V: Gefahrenpiktogramme
- Anhang VI: Harmonisierte Einstufung und Kennzeichnung für bestimmte gefährliche Stoffe
- Anhang VII: Tabelle für die Umwandlung einer Einstufung gemäß Richtlinie 67/548/EWG in eine Einstufung gemäß CLP-Verordnung
- Anhang VIII: Harmonisierte Informationen für die gesundheitliche Notversorgung und für vorbeugende Maßnahmen

### Anhänge I–V
Die Anhänge I bis V geben die Methodik vor, nach der Stoffe und Gemische in Gefahrenklassen einzustufen und zu kennzeichnen sind.

### Anhang VI
Mit rund 900 Seiten ist der Anhang VI der deutlich umfangreichste. Den Hauptteil davon macht die Tabelle mit harmonisierten Einstufungen und Kennzeichnungen der offiziell eingestuften gefährlichen Stoffe aus:
- Tabelle 3: Liste der harmonisierten Einstufung und Kennzeichnung gefährlicher Stoffe

In der Tabelle 3 (früher 3.1) sind die harmonisierten Einstufungen (Gefahrenklassen/-kategorien, daraus abgeleitete H-Sätze) und Kennzeichnungen (H-Sätze, EUH-Sätze, daraus abgeleitete Piktogramme, Signalworte) sowie die spezifischen Konzentrationsgrenzen und M-Faktoren aufgeführt. Ebenfalls enthalten sind Einträge zu bestimmten Stoffgruppen (bspw. Bleiverbindungen). Sollte ein Stoff in mehrere aufgeführte Stoffgruppen fallen, so soll dieser nach den jeweiligen Einstufungen der entsprechenden Gruppeneinträge gekennzeichnet werden. Dabei ist bei verschiedenen Einstufungen derselben Gefahr die strengere anzuwenden.
In den Erwägungen zur CLP-Verordnung ist vermerkt, dass aus Ressourcengründen diejenigen Stoffe harmonisiert eingestuft und gekennzeichnet werden sollen, die am meisten Anlass zu Besorgnis in Bezug auf die Gesundheit und die Umwelt geben. Die harmonisierte Einstufung und Kennzeichnung bezieht sich meist auf die Gefahrenklassen Karzinogenität, Keimzellmutagenität oder Reproduktionstoxizität (CMR) der Kategorien 1A, 1B oder 2 sowie Sensibilisierung der Atemwege. Da in einer harmonisierten Einstufung und Kennzeichnung entsprechend nicht zwangsläufig alle relevanten Gefahrenklassen berücksichtigt sind, müssen Inverkehrbringer für weitere Gefahrenklassen eine Selbsteinstufung vornehmen und damit die Einstufung und Kennzeichnung ergänzen.
Die Einträge aus dem Anhang I der abgelösten Richtlinie 67/548/EWG, also Gefahrensymbole, R- und S-Sätze, wurden in die Tabelle 3.2 (Liste der harmonisierten Einstufung und Kennzeichnung gefährlicher Stoffe aus Anhang I der Richtlinie 67/548/EWG) übertragen. Mit dem Ende der Übergangszeit wurde diese Tabelle per 1. Juni 2017 aus dem Anhang VI gelöscht.
Die wesentlichen Informationen über Gefahrstoffe am Arbeitsplatz sind in einer einheitlichen Liste zusammengefasst, die auch die Einstufungen der Stoffe nach Anhang VI als krebserzeugend, keimzellmutagen oder reproduktionstoxisch umfasst.

### Anhang VII
Der Anhang VII enthält eine Umwandlungstabelle für Einstufungen gemäß der abgelösten Richtlinie 67/548/EWG. Mit dem Ende der Übergangsphase am 1. Juni 2015 verlor dieser Anhang seine Bedeutung.

### Anhang VIII
Der Anhang VIII trat am 1. Januar 2020 in Kraft. Mit diesen Anhang wird ein vereinheitlichtes Format – eindeutiger Rezeptidentifikator/Unique Formula Identifier – für die Meldung von Informationen zu Gemischen, die als gefährlich eingestuft sind, an nationale Behörden oder Giftinformationszentren festgelegt (vgl. Artikel 45).

## Einstufungs- und Kennzeichnungsverzeichnis
Das Einstufungs- und Kennzeichnungsverzeichnis (Classification and Labelling Inventory) der ECHA ist eine Datenbank mit Informationen zur Einstufung und Kennzeichnung von angemeldeten und registrierten Stoffen, die Hersteller und Importeure übermittelt haben sowie den harmonisierten Einstufungen aus dem Anhang VI der CLP-Verordnung. Die Meldepflicht besteht für alle in Verkehr gebrachten Stoffe, die nach der REACH-Verordnung registrierungspflichtig sind sowie zusätzlich auch für nicht registrierungspflichtige als gefährlich eingestufte Stoffe.
Mit Stand November 2016 enthält das Einstufungs- und Kennzeichnungsverzeichnis über 130 000 Stoffe, von welchen über 4200 eine harmonisierte Einstufung und Kennzeichnung haben. Es gibt über 6,5 Millionen Meldungen, also pro Stoff durchschnittlich fünfzig.

## Druckfassung und Hinweise zur Anwendung
Eine amtliche Druckfassung des aktuellen Stands gibt es nicht. Die konsolidierten Fassungen gelten als nicht amtlich.
Hinweise zur Anwendung der CLP-Verordnung gibt die Europäische Chemikalienagentur. Diese Hinweise werden regelmäßig aktualisiert. 
- European Chemicals Agency (Hrsg.): Guidance on the Application of the CLP Criteria: Guidance to Regulation (EC) No 1272/2008 on classification, labelling and packaging (CLP) of substances and mixtures  Version 6.0. Verlag wie Hrsg., Helsinki 2024.